# 김효원 (가수)
김효원(1982년 4월 7일 ~ )은 대한민국의 가수, 작곡가, 음악가이다.

## 학력
- 단국대학교 대중문화예술대학원 석사

## 경력
- 작곡 활동
- 2008년 가수로 데뷔
- 2008년 싱글 앨범1집 (Love Is… (Single)) 발매
- 소속사 소울라이크 엔터테인먼트

## 앨범
- Love Is… (Single) 2008년
- Baby Why (EP) 2010년
- Love Is (Part 2) 2011년